# Triodia triticoides
Triodia triticoides är en gräsart som beskrevs av Charles Austin Gardner. Triodia triticoides ingår i släktet Triodia och familjen gräs. Inga underarter finns listade i Catalogue of Life.